# Szczypta liści
Szczypta liści – dawna jednostka masy, występująca w receptariuszach aptecznych (przepisach sporządzania leków). Odpowiada około 2 g.